# Mà Negra
Unificació o Mort (serbi: Уједињење или смрт / Ujedinjenje ili smrt), coneguda popularment com a la Mà Negra (Црна рука / Crna ruka), fou una societat secreta militar formada el 1901 per oficials de l'exèrcit del Regne de Sèrbia, que es coneix principalment per la conspiració per assassinar la parella reial sèrbia el 1903, sota el lideratge del capità Dragutin Dimitrijević (conegut com a "Apis").
Es va crear amb l'objectiu d'unir tots els territoris de majoria eslava meridional que no estiguessin governats per Sèrbia o Montenegro. La seva inspiració era principalment la unificació d'Itàlia entre 1859–70 però també la d'Alemanya el 1871. Per les seves connexions amb l'assassinat de l'arxiduc Francesc Ferran d'Àustria el juny de 1914 a Sarajevo, que fou comès per membres del moviment juvenil Jove Bòsnia, es considera sovint que la Mà Negra va contribuir a l'inici de la Primera Guerra Mundial en precipitar la Crisi de juliol de 1914, que va acabar amb la invasió del Regne de Sèrbia per Àustria-Hongria.

## Antecedents

### La conspiració d'Apis i el cop de maig

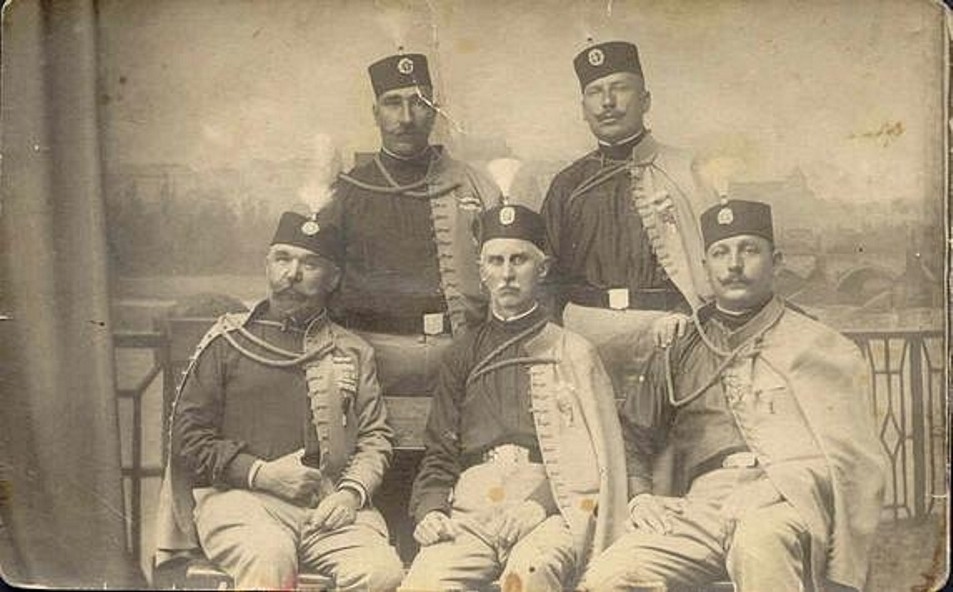
Membres dels inicis de la Mà Negra.

L'agost de 1901, un grup d'oficials de rang menor encapçalats pel capità Dragutin Dimitrijević "Apis" van formar un grup conspirador (anomenat la Mà Negra a la literatura), contra la dinastia regnant. La primera reunió es va fer el 6 de setembre de 1901. Hi assistien els capitans Radomir Aranđelović, Milan F. Petrović, i Dragutin Dimitrijević, així com els tinents Antonije Antić, Dragutin Dulić, Milan Marinković, i Nikodije Popović. Van preparar un pla per matar la parella reial—el rei Alexandre I Obrenović i la reina Draga. El capità Apis va liderar en persona el grup d'oficials de l'exèrcit que va matar els reis al Palau Vell de Belgrad la nit del 28/29 de maig de 1903 (del calendari julià).

### Narodna Odbrana
El 8 d'octubre de 1908, només dos dies després de l'annexió de Bòsnia i Hercegovina per Àustria, alguns ministres, alts funcionaris i generals serbis van reunir-se a l'ajuntament de Belgrad. Van fundar una societat semi-secreta, la Narodna Odbrana ("Defensa Nacional") que donava als pan-serbis un objectiu i una organització. La intenció del grup era alliberar els serbis que vivien sota l'ocupació austro-hongaresa. També feien propaganda anti-austríaca i organitzaven espies i sabotejadors perquè actuessin dins de les províncies ocupades. Es van formar grups satèl·lit a Eslovènia, Bòsnia, Hercegovina i Ístria. El grup bosnià es va associar íntimament amb grups locals d'activistes pan-serbis com Mlada Bosna ("Bòsnia Jove").

## Fundació

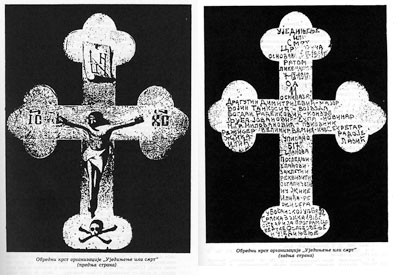
Creu ritual de la Mà Negra

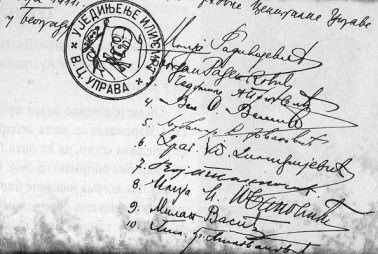
Signatures

Unificació o Mort es va fundar a principis de maig de 1911, i la constitució original de l'organització es va signar el 9 de maig. Ljuba Čupa, Bogdan Radenković i Vojislav Tankosić en van escriure la constitució. La constitució prenia com a model les d'associacions nacionalistes secretes alemanyes semblants, i els Carbonari italians. Al Parlament serbi es va mencionar l'organització com a "la Mà Negra" a finals de 1911.
Cap a 1911–12, Narodna Odbrana havia establert llaços amb la Mà Negra, i totes dues van esdevenir "paral·leles en acció i amb membres en comú".

## 1911–13
L'organització va utilitzar la revista Pijemont (el nom serbi del Piemont, el regne que va liderar la unificació d'Itàlia, sota la casa reial de Savoia) per propagar les seves idees. Ljuba Čupa va fundar la revista l'agost de 1911.

## 1914
Cap a 1914, hi havia centenars de membres, molts dels quals eren oficials de l'exèrcit serbi. L'objectiu de unificar els territoris habitats per serbis s'implementava formant guerrillers i sabotejadors. La Mà Negra s'organitzava al nivell més baix en cèl·lules de 3 a 5 membres, supervisades per comitès de districte i per un Comitè central a Belgrad; el Comitè Executiu, de deu membres, era liderat, més o menys, pel coronel Dragutin Dimitrijević "Apis". Per assegurar el secret, els membres sovint només coneixien els altres membres de la seva cèl·lula i un dels seus superiors. Els nous membres feien un jurament:
| « | Jo (...), ingressant a la socitat, juro pel Sol que llueix a sobre meu, per la Terra que m'alimenta, per Déu, per la sang dels meus avantpassats, pel meu honor i per la meva vida, que a partir d'aquest moment i fins a la meva mort, serviré fidelment la tasca d'aquesta organització i que estaré preparat en tot moment per suportar qualsevol sacrifici per ella. A més, juro per Déu, pel meu honor i per la meva vida, que executaré sense condicions totes les seves ordres i comandaments. També juro pel meu Déu, pel meu honor i per la meva vida, que em quedaré per mi mateix tots els secrets d'aquesta organització i me'ls emportaré a la tomba. Que Déu i els meus germans d'aquesta organització siguin els meus jutges si en qualsevol moment no mantinc o trenco deliberadament aquest jurament. | » |

La Mà Negra va prendre el control de les accions terroristes de Narodna Odbrana, i va treballar expressament per enfosquir les distincions entre tots dos grups, aprofitant-se del prestigi i la xarxa de l'altra organització més antiga. Els membres de la Mà Negra ocupaven càrrecs importants a l'exèrcit i al govern. El Príncep Hereu Alexandre n'era un patrocinador financer entusiasta. El grup influïa en els nomenaments i la política del govern. El govern serbi estava força ben informat de les activitats de la Mà Negra, encara que el 1914, les relacions amistoses s'havien refredat bastant. A la Mà Negra no li agradava el Primer Ministre Nikola Pašić. Creien que no actuava amb prou agressivitat a favor de la causa pan-sèrbia. Van començar una lluita pel poder en diferents temes, com ara qui controlaria els territoris que Sèrbia s'havia annexionat durant les guerres balcàniques. Arribats a aquest punt, el desacord amb la Mà Negra era perillós, perquè l'assassinat polític era una de les seves eines.
El mateix 1914, Apis sembla que va decidir que l'Arxiduc Francesc Ferran, l'hereu a la corona d'Àustria, havia de morir perquè intentava pacificar els serbis, i si això acabava passant, la revolució no arribaria mai. Amb aquesta finalitat, es diu que es van reclutar tres joves serbis bosnians per matar l'Arxiduc. El que és segur és que militars serbis en actiu i retirats els van formar en llançament de bombes i en punteria. Gavrilo Princip, Nedeljko Čabrinović i Trifko Grabež van passar clandestinament la frontera i van tornar a Bòsnia mitjançant una xarxa de contactes de l'estil del ferrocarril subterrani. Aparentment, la decisió de matar l'Arxiduc fou d'Apis, i no fou aprovada per tot el Comitè Executiu (suposant que Apis hi estigués realment implicat, una qüestió que encara no s'ha resolt). Els implicats probablement eren conscients que el seu complot desencadenaria una guerra entre Àustria i Sèrbia, i tenien tots els motius per pensar que Rússia s'alinearia amb Sèrbia. No obstant, probablement no s'esperaven que l'assassinat desencadenés tot d'esdeveniments que provocarien la Primera Guerra Mundial. D'altres, al govern i part del Consell Executiu de la Mà Negra no confiaven tant en l'ajuda russa. Rússia els havia decebuts feia poc. Quan les notícies del complot van anar-se filtrant per la direcció de la Mà Negra i el govern serbi (és segur que el Primer Ministre Pašić va ser informat que dos homes armats passaven clandestinament la frontera; no és clar si Pašić sabia de l'assassinat que es planejava), sembla que van dir-li a Apis que no continués. Potser va fer un intent sense gaire esma d'interceptar els joves assassins a la frontera, però ja l'havien travessada. D'altres fonts diuen que l'intent de 'marxa enrere' només va començar quan els assassins ja eren a Sarajevo. Aquesta 'marxa enrere' fa que Apis sembli un element incontrolat, i que els joves assassins siguin zelotes independents. De fet, la 'marxa enrere' va ser ben bé dues setmanes abans de la visita de l'Arxiduc. Els assassins es van estar sense fer res a Sarajevo durant un mes. No es va fer res més per aturar-los.

## Ideologia
El grup contenia una colla de perspectives ideològiques, des d'oficials de l'exèrcit amb intencions conspiradores a joves idealistes, de vegades amb tendències republicanes, malgrat que també hi havia cercles reials nacionalistes (el líder del moviment, el coronel Dragutin Dimitrijević o "Apis," havia estat un dels homes claus del cop de maig de 1903 que havia fer pujar Petar Karađorđević al tron serbi després de 45 anys de govern de la dinastia rival Obrenović). El grup era denunciat com a nihilista per la premsa austro-hongaresa i la comparaven amb la Voluntat del Poble russa i el Cos d'Assassins xinès.

## Llegat
El 1938, membres del Club Cultural Serbi (SKK) van fundar un societat secreta per enderrocar la Regència iugoslava. L'organització tenia com a model la Mà Negra, fins i tot en el procés de reclutament. Dos membres de la Mà Negra, Antonije Antić, i Velimir Vemić n'eren els consellers militars.